# 6 nivôse
6 frimaire 6 pluviôse
Le sextidi 6 nivôse, officiellement dénommé jour de la lave, est le 96e jour de l'année du calendrier républicain.
C'était généralement le 26e jour du mois de décembre dans le calendrier grégorien.